# Xavier Delcourt
Pour les articles homonymes, voir Delcourt.
 (février 2013).
Si vous disposez d'ouvrages ou d'articles de référence ou si vous connaissez des sites web de qualité traitant du thème abordé ici, merci de compléter l'article en donnant les références utiles à sa vérifiabilité et en les liant à la section « Notes et références ».
Xavier Delcourt est un journaliste, écrivain et universitaire français né le 23 février 1950.
Collaborant dès 1971 à La Quinzaine littéraire où il a été introduit par François Châtelet, il y signe notamment plusieurs articles sur  Michel Butor, Roland Barthes, Gilles Deleuze ou Michel Foucault. Grâce à Gilles Lapouge, il publie son premier livre en 1976. Puis il est, tour à tour, producteur à France Culture, pigiste au Monde, philosophe (il s'attaquera avec virulence à la « nouvelle philosophie » avec son ami François Aubral), correspondant du quotidien Le Progrès aux États-Unis, et sociologue de la communication (il collabore notamment avec Armand et Michèle Mattelart). Corapporteur du IXe plan (sur les relations internationales, financières, économiques et culturelles de la France), il dirige parallèlement avec Michèle Decoust un numéro spécial de la revue Autrement consacré à New York. Il travaille ensuite en tant qu’expert pour l’Unesco tout en enseignant à Paris VII, où il se spécialise sur la déréglementation et la mondialisation des réseaux.
Professeur des universités, il a dirigé de 1991 à 2015 la formation à l'actualité européenne, au Centre universitaire d'enseignement du journalisme de Strasbourg (Cuej).

## Publications
- 1976 : Vivre à Paris de Antoine Blondin, Xavier Delcourt et  Suzanne Chantal, éditions Sun,  (ISBN 2719100315).
- 1977 : Contre la nouvelle philosophie de François Aubral et Xavier Delcourt, éditions Gallimard, coll : Idées,  (ISBN 207035380X).
- 1978 : Ouverture de La Bouche de Xavier Delcourt, éditions Coprah,  (ISBN 2862020079).
- 1982 : New York, Haute tension dirigé par Michèle Decoust et Xavier Delcourt, éditions Autrement,  (ISBN 2862600393).
- 1984 : La culture contre la démocratie ? de Armand Mattelart, Xavier Delcourt et Michèle Mattelart, éditions La Découverte, coll : Cahiers libres, (ASIN 2707114367).